# Сквер по улице Академика Парина (Казань)
Сквер по улице Академика Парина — бульварная зона, созданная в 2016 году в рамках реализации республиканской программы «Парки и скверы».

## Территориальное расположение
Сквер по улице Академика Парина расположен в южной части Казани, на территории Приволжского района, в жилом районе Горки. Основную его часть составляет бульвар длиной почти 600 м, протянувшийся вдоль пешеходного участка улицы Академика Парина. С северной стороны сквер ограничен многоэтажной жилой застройкой 4-го микрорайона (Горки-1), с западной — улицей Хусаина Мавлютова, с восточной — улицей Сыртлановой, с южной — проспектом Победы, а также зданиями торгового комплекса «Сити Центр» и Фитнес-центра «Планета фитнес».
Общая площадь сквера составляет 3,1 га, в том числе площадь озеленения — 1,7 га. 

## История
Сквер по улице Академика Парина был создан на основе сохранившегося участка защитной лесополосы. До строительства в 1970-х — 1980-х годах на этой территории многоэтажных домов жилого района Горки это была одна из многих лесополос, высаженных в послевоенный период по периметру сельскохозяйственных полей в целях сохранения влаги и защиты от ветровой эрозии. При строительстве Горок часть лесозащитных полос была вырублена, но многие их участки сохранились, в том числе и тот, который позже стал Сквером по улице Академика Парина. 
До создания сквера данная лесополоса представляла собой заброшенную зелёную зону, местами замусоренную бытовыми отходами. В летний период здесь находили прибежище бомжи и алкоголики. С появлением в непосредственной близости Торгового комплекса «Сити Центр» (2003), а также крупнейшего в России студенческого кампуса — Деревни Универсиады (2009—2013) вдоль данной лесополосы сформировался значительный пешеходный трафик в направлении к станции метро «Проспект Победы». С учётом этого возникла потребность в благоустройстве этой зелёной зоны.
Преобразование бывшей защитной лесополосы вдоль улицы Академика Парина в сквер было в числе первых проектов в рамках реализации республиканской программы «Парки и скверы». Проект был разработан специалистами бюро «Архитектурный десант» (руководитель — Д. В. Толовенкова, архитекторы — А. А. Валиуллин и Э. И. Ахметсагирова). Разработанные архитекторами предложения были вынесены на общественные обсуждения в рамках встреч с местными жителями, по итогам которых в проект были внесены изменения и дополнения. Первая такая встреча прошла в апреле 2016 года.  
Работы по благоустройству начались летом и завершились в октябре 2016 года. Были построены благоустроенные дорожки, детская и спортивная площадки, а также площадка для выгула собак, установлено освещение, малые архитектурные формы, информационные стенды, реконструирована территория зелёных насаждений. Общая стоимость затрат составила 40 млн рублей. Часть работ была выполнена местными жителями в рамках субботников. 
Сквер по улице Академика Парина был открыт 11 октября 2016 года с участием мэра г. Казани И. Р. Метшина.

## Планировочная структура, основные объекты сквера
Сквер по улице Академика Парина представляет собой территорию бульварного типа, совмещающую транзитную и досуговую функции. 
Транзитную функцию выполняют две продольные асфальтированные пешеходные дорожки, протянувшиеся по обе стороны бульвара, одна из которых совмещена с велодорожкой. Внутри бульварной зоны проведена дорожка с деревянным настилом, ведущая к детской и спортивной площадкам. На прилегающей к бульвару с юго-восточной стороны территории находится площадка для выгула собак.
Между бульваром и линией многоэтажной застройки расположены участки палисадников, находящиеся в пользовании местных жителей и оформленные в едином стиле.
- Информационный стенд у восточного входа в сквер (октябрь 2018)
- Вид сквера с восточной стороны (июнь 2019)
- Пешеходная дорожка с деревянным настилом (октябрь 2018)
- Детская площадка в сквере (октябрь 2018)